# Back 4 Blood
Back 4 Blood — комп'ютерна гра в жанрах шутера від першої особи і survival horror, що розрахована на багато користувачів. Була розроблена Turtle Rock Studios та вироблена Warner Bros. Interactive Entertainment. Гру було випущено на Windows, PlayStation 4, PlayStation 5, Xbox One і Xbox Series X / S 12 жовтня 2021 року.
Гра розглядається як духовна спадкоємиця серії Left 4 Dead, оскільки розробляється творцями оригінальної гри і пропонує багато в чому аналогічний ігровий процес . Гра була вперше показана на The Game Awards 2020 через майже десять років після того, як Turtle Rock Studios відокремилася від Valve (видавця обох ігор Left 4 Dead, до сих пір володіє правами на франшизу) і була відтворена як інді-студія.

## Ігровий процес
Ігровий процес Back 4 Blood схожий на Left 4 Dead. Обидві ці ігри є кооперативними для чотирьох гравців або у формі змагання для 8. Також гра може бути використана багатьма користувачами через її реграбельність . Значущим нововведенням Back 4 Blood є система карт. На початку кожного рівня гравці повинні зібрати власні колоди з карт, що регулюють різні елементи ігрового процесу, наприклад, змінюючи здоров'я гравців, шкоду і витривалість. Крім карт гравців, керуючий штучний інтелект буде використовувати карти пошкодження, спрямовані проти гравців для ускладнення їхнього прогресу. Штучний інтелект може породжувати більше ворогів, активувати ефект туману, або збільшити розмір орди.

## Сюжет
Дія гри розгортається після зомбі-апокаліпсису, через який велика частина людства або вимерла, або заразилася інфекцією та перетворилася на жахливих істот. Група ветеранів, названа очищувачами (англ. Cleaners) разом для боротьби із зомбі.

## Розробка
Гра була анонсована в березні 2019 року студією Turtle Rock Studios, відомою за розробкою першої гри Left 4 Dead. Гра була показана публіці на церемонії The Game Awards 2020, а 17 грудня 2020 року гра була випущена для закритого альфа-тестування. За словами розробників, сюжету гри приділяється більше уваги, ніж в іграх Left 4 Dead, а тон гри є позитивнішим, ніж у інших ігор про зомбі на ринку. Філ Робб, креативний директор гри, додав, що очищувачі з Back 4 Blood є набагато впевненішими в собі і мають більші задатки, ніж звичайні люди, які є протагоністом Left 4 Dead. Також гравці не просто виживають і намагаються знайти безпечне місце — вони борються з зомбі, щоб створювати безпечні місця. Це також відбивається в діалогах між очищувачами, голоси яких більше не звучать так, ніби вони бояться ворогів. Команда включила до гри систему карт, вважаючи, що вона зробить гру динамічнішою та цікавою для гравців-ветеранів, а також класичний режим — більш простий варіант гри, що прибирає всі карти й розрахований на нових гравців.
Спочатку випуск гри був призначений на 22 червня 2021 року, проте пізніше був перенесений на 12 жовтня цього ж року.